# The Ware Case (1928)
The Ware Case (Brasil: Nas Garras do Remorso ) é um filme de drama mudo produzido no Reino Unido, dirigido por Manning Haynnes e lançado em 1928. É uma adaptação da peça teatral The Ware Case, de George Pleydell Bancroft.